# Фанта (торт)
Торт Фанта (нім. Fantakuchen, англ. Fanta cake) — торт на бісквітній основі, що походить з Німеччини. Ключовим інгредієнтом бісквіту є безалкогольний напій Fanta або газована солодка вода, таким чином, основа торт стає більш пишним, ніж у звичайних бісквітних коржів. Верх може бути покритий або простою лимонною глазур'ю, або кремовим шаром з густої сметани, збитих вершків, цукру та консервованих мандаринів, а також шоколадним або різнокольоровим посипанням, цукерками Smarties. Торт Фанта готується для святкування днів народжень, а також для продажу кондитерських.

## Історія
Fanta була розроблена німецькою філією компанії Coca-Cola під час Другої світової війни, оскільки через торговельний ембарго деякі типові інгредієнти безалкогольних напоїв важко дістати в Німеччині. Фанта стала популярною не тільки як напій, але також як підсолоджувач (через нормування цукру) в інших стравах, наприклад, в тортах.
На півдні США аналогічні традиційні торти з використанням 7 Up, Coca-Cola та Dr Pepper з'явилися в середині XX століття. Cracker Barrel представила у своєму меню торт із Колою у 1990-х роках, включаючи торт із подвійним шоколадним фаджем Coca-Cola.